# 硝酸镭
硝酸镭是一种无机化合物，化学式为Ra(NO3)2，有强放射性。它是白色固体，但旧样本呈黄灰色。它的溶解度比硝酸钡高。

## 制备
硝酸镭通常用硝酸和碳酸镭的反应制备：
RaCO3 + 2 HNO3 → Ra(NO3)2 + H2O + CO2
其单晶可以通过异丙醇挥发至硝酸镭水溶液中得到，但久置会因自身辐射而变黄。

## 化学性质
硝酸镭在820℃分解，生成氧化镭。是否经过亚硝酸镭（Ra(NO2)2）为中间产物仍属未知。